# Otto Wöhler

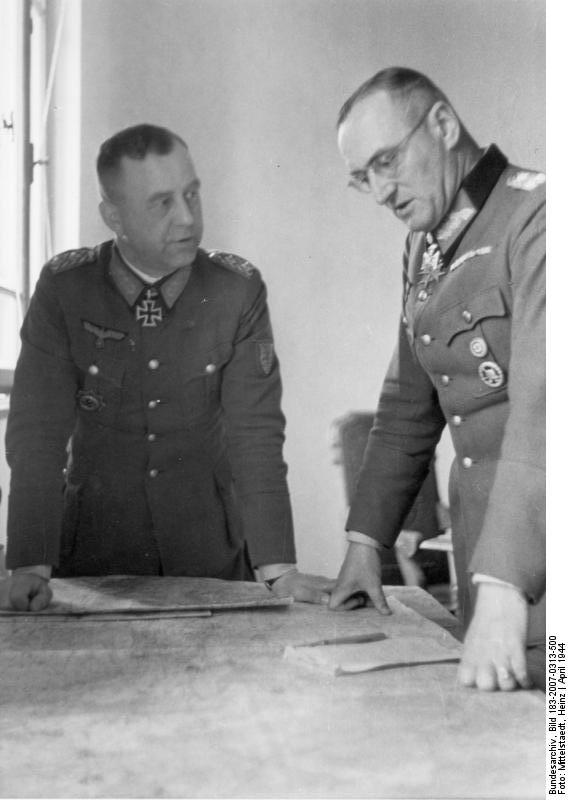
General der Infanterie Wöhler (links) mit Generaloberst Ferdinand Schörner bei einer Lagebesprechung, 11. April 1944 in Barlad, Rumänien

Otto Wöhler (* 12. Juli 1894 in Großburgwedel; † 5. Februar 1987 ebenda) war ein deutscher General der Infanterie, der im Zweiten Weltkrieg in verschiedenen Positionen Generalstabsoffizier und zuletzt Oberbefehlshaber der 8. Armee und dann der Heeresgruppe Süd war. 1948 wurde er im Nürnberger OKW-Prozess wegen Kriegsverbrechen und Verbrechen gegen die Menschlichkeit zu acht Jahren Haft verurteilt.

## Leben

### Herkunft
Wöhler stammt aus einer in Burgwedel alteingesessenen niedersächsischen Bauernfamilie, die schon im 19. Jahrhundert Gemeindevorsteher stellte. So war sein Vater Heinrich (1868–1953) von 1908 bis 1935 Gemeindevorsteher. Seine Mutter Emma Henke starb 1895 mit zweiundzwanzig Jahren. Wöhler wohnte später in der nach seinem Vater benannten Heinrich-Wöhler-Straße in Großburgwedel, wo sich heute das Museum Heimatstube Großburgwedel befindet.

### Militärische Laufbahn bis zum Zweiten Weltkrieg
Er wählte eine Laufbahn als Berufssoldat, nahm als Leutnant (20. Mai 1914, Patent von 1912 „ohne Protektion“) am Ersten Weltkrieg teil, wo er zuletzt ein Bataillon im 1. Ober-Elsässischen Infanterie-Regiment Nr. 167 an der Front kommandierte und im November 1918 den Rest seines Regiments als stellvertretender Regimentskommandeur in die Kasseler Garnison zurückführte. Er wurde mit beiden Klassen des Eisernen Kreuzes, dem Ritterkreuz des Königlichen Hausordens von Hohenzollern mit Schwertern, dem Ritterkreuz des Herzoglich Sachsen-Ernestinischen Hausordens mit Schwertern und dem Waldeckisches Verdienstkreuz III. Klasse mit Schwertern sowie für seine drei Verwundungen mit dem Verwundetenabzeichen in Silber ausgezeichnet.
Wöhler blieb nach Ende des Krieges 1919 als Regimentsadjutant im Reichswehr-Schützenregiment 22 in Kassel in der Reichswehr, wo er 1923 zum Oberleutnant und 1925 zum Hauptmann befördert wurde und 1926 den Generalstabslehrgang absolvierte. 1932 war er Major, 1935 Oberstleutnant und 1938 Oberst im Generalstab der Wehrmachtakademie Berlin.

### Zweiter Weltkrieg und Verurteilung
Bei Beginn des Zweiten Weltkriegs war Wöhler Erster Generalstabsoffizier („Ia“) der 14. Armee (Generaloberst Wilhelm List) beim Überfall auf Polen und 1940 Generalstabschef des XVII. Armeekorps (Wien) im Westfeldzug. Vom 1. Oktober 1940 bis 1942 war er Generalstabschef der 11. Armee, in der er ab September 1941 unter dem Oberbefehl von Erich von Manstein diente, ab Januar 1942 im Rang eines Generalmajors, später im Jahr zum Generalleutnant befördert. Zwischenzeitlich hatte man ihn am 26. Januar 1941 mit dem Deutschen Kreuz in Gold ausgezeichnet.
In seiner Funktion als Generalstabschef der 11. Armee setzte Wöhler der Einsatzgruppe D enge Grenzen. Die Einsatzgruppe D war als einzige Einsatzgruppe einer Armee und nicht einer Heeresgruppe zugeteilt. Wöhler band den Gruppenstab und zwei Einsatzkommandos an ihren Standort Pietra Neamt und legte die Einsatzorte der drei Sonderkommandos fest. Wöhler berief sich dabei auf das „Wagner-Heydrich Abkommen“, das eine Weisungsbefugnis der Wehrmacht vorsah, falls Feindaktivitäten in den rückwärtigen Gebieten Operationen stören würden. Wöhler behandelte die SS-Kommandos wie Hilfstruppen, denen er minutiös die Einsatzorte vorschrieb. Seine Intention war aber nicht, wie der Historiker Johannes Hürter ausführt, die Einsatzgruppe am Morden zu hindern, sondern er wollte sie im Interesse der Armee verwenden und etwa zur Sicherung des Gefechtsgebiets hinter der kämpfenden Truppe einsetzen. Mit der Zeit ließ die Armeeführung der Einsatzgruppe D aber die gewünschte freie Hand. Konnte der Chef der Einsatzgruppe D, Otto Ohlendorf, in den ersten zwei Monaten des Kriegs 4425 erschossene Personen melden, so stieg die Tötungsrate bis Ende September 1941 auf 35.782 Menschen. Im Prozess in Nürnberg, in welchem Ohlendorf als Zeuge der Verteidigung aussagte, bewies Wöhlers Einflussnahme, dass er von den Erschießungen durch die Einsatzgruppen wusste. Wöhler verbot Angehörigen der Wehrmacht auch ausdrücklich Fotos von diesen Erschießungen anzufertigen und Wehrmachteinheiten, sich daran zu beteiligen.
Ab April 1942 war er Generalstabschef der Heeresgruppe Mitte unter Generalfeldmarschall Günther von Kluge. 1943 war er Kommandierender General des I. Armeekorps der Heeresgruppe Nord, ab Juni 1943 im Rang eines Generals der Infanterie. Im Januar 1943 war er am vergeblichen Versuch des Entsatzes der eingeschlossenen Festung Welikije Luki beteiligt. Im Juli/August 1943 war er mit seinem Korps an der Abwehr des Angriffs zweier sowjetischer Armeen in der Dritten Schlacht am Ladogasee beteiligt, wofür er namentlich im Wehrmachtbericht (12. August 1943) erwähnt wurde. Im selben Monat erhielt er das Ritterkreuz des Eisernen Kreuzes. Am 22. August 1943 übernahm er den Oberbefehl über die neu aufgestellte 8. Armee, die ehemalige Armeeabteilung Kempf, die dafür allerdings nicht verstärkt wurde. General der Panzertruppe Werner Kempf war abgelöst worden, weil er es für unmöglich hielt, Charkow zu halten, und auch Wöhler gab Charkow schließlich auf. Wöhler führte die Armeegruppe in Rückzugsgefechten schrittweise vom Dnepr bis nach Rumänien. Sein Stabschef war dabei zeitweise der spätere NATO-General Hans Speidel. In den Kesselschlachten der Operation Jassy-Kischinew im August 1944 in Moldawien konnte er nur einen Teil der 8. Armee nach Ungarn retten, wo er im Dezember (offiziell am 28. Dezember) den Oberbefehl über die Heeresgruppe Süd übernahm, den er fast bis Kriegsende behielt (er wurde am 6. April 1945 von Lothar Rendulic abgelöst und am 7. April 1945 in die Führerreserve versetzt). Am 28. November 1944 erhielt er das Eichenlaub zum Ritterkreuz des Eisernen Kreuzes für seine Beteiligung an den Abwehrschlachten bei Debrecen, nachdem er schon im selben Jahr den rumänischen Orden Michael der Tapfere erhalten hatte. Hitler lehnte eine Beförderung zum Generaloberst mit der Begründung ab, er sei zwar ein guter General, aber ein schlechter Nationalsozialist.
Nach dem Krieg wurde Wöhler, wie später sein ehemaliger Chef Manstein, vor ein alliiertes Gericht gestellt wegen der Einsatzgruppenaktivitäten während seiner Zeit als Generalstabschef der 11. Armee (unter Ritter von Schobert und, nachdem dieser gefallen war, Manstein) verurteilt. Ausschlaggebend für die Verurteilung in Nürnberg war nicht die Frage, wie viel Wöhler wusste, sondern ein Befehl Wöhlers, der den Einsatzgruppen unmittelbar ein Operationsgebiet zuwies, das seiner Befehlsgewalt zugeordnet wurde (und nicht der seines Vorgesetzten Manstein).
Wöhler wurde 1948 im Nürnberger OKW-Prozess wegen Kriegsverbrechen und Verbrechen gegen die Menschlichkeit verurteilt. Sein Verteidiger war Gerhard Rauschenbach. Er wurde für schuldig befunden, verbotene Zwangsarbeit von Kriegsgefangenen in seinem Kommandobereich geduldet, den Kriegsgerichtsbarkeitserlass eingeführt, Zivilisten zur obligatorischen Zwangsarbeit im Reich verpflichtet und mit den Einsatzgruppen (Unterbringung, Verpflegung und Unterstützung bei Exekutionen) zusammengearbeitet zu haben und zu acht Jahren Gefängnis verurteilt. Er verbüßte seine Strafe im Kriegsverbrechergefängnis Landsberg und wurde im Januar 1951 wegen guter Führung auf Bewährung entlassen.

### Späteres Leben
Wöhler war in Burgwedel über lange Jahre im Rat vertreten, war Vorsitzender des Forstverbandes Fuhrberg, im Verwaltungsrat der Pestalozzi-Stiftung und als Schirmherr vieler Vereine aktiv. Er wurde in Burgwedel bestattet. Er war zweimal verheiratet, in erster Ehe mit Hildegard Miltner aus Kassel (mit ihr hatte er den Sohn Gert, † als Seekadett 1944 im finnischen Meerbusen), in zweiter Ehe mit der Gärtnerin Gertrud Zinn. Nach seinem Tod hinterließ er einen Teil seines Vermögens einer nach ihm benannten sozialen Stiftung, die aus den Vermögenserträgen u. a. Bedürftige unterstützt. Auch der schriftliche Nachlass inklusive einer Autobiografie Wöhlers befindet sich im Besitz der General-Wöhler-Stiftung (heute: Gertrud-Wöhler-Stiftung).

## Auszeichnungen
- Eisernes Kreuz (1914) II. und I. Klasse[1]
- Ritterkreuz des Königlichen Hausordens von Hohenzollern mit Schwertern[1]
- Ritterkreuz des Herzoglich Sachsen-Ernestinischen Hausordens mit Schwertern  (Hausorden von Coburg)[1]
- Waldeckisches Verdienstkreuz III. Klasse mit Schwertern (Hausorden Waldeck)[1]
- Krimschild
- Ritterkreuz des Eisernen Kreuzes (1943), mit Eichenlaub (1944)[1]
- Rumänischer Militärorden Michael der Tapfere[1]
- Großkreuz des Ungarischen Verdienstordens.[1]
- Namensnennung im Wehrmachtbericht am 8. Mai und 30. Oktober 1944